# Aleksandr Matrosov
Aleksandr Matveevici Matrosov (în rusă Алекса́ндр Матве́евич Матро́сов; în bașchiră Шәкирйән Юныс улы Мөхәмәтйәнов) (n. 5 februarie 1924, Ekaterinoslav (azi Dnipro) – d. 22 sau 27 februarie 1943) a fost un soldat infanterist sovietic în timpul Marelui Război pentru Apărarea Patriei (Al Doilea Război Mondial), distins cu titlul de Erou al Uniunii Sovietice pentru blocarea focului unei mitraliere grele germane cu propriul corp.

## Actul de eroism
Matrosov a fost soldat în Batalionul 2 Pușcași din Brigada 91 Voluntari Siberieni, redenumită ulterior Regimentul 254 Pușcași și reorganizată în cadrul a Diviziei 56 Pușcași de Gardă a Armatei Sovietice. El era înarmat cu o pușcă mitralieră.
Pe 22 februarie 1943, în lupta pentru recucerirea satului Cernușki, în apropiere de Velikie Luki, în prezent în raionul Loknianski din regiunea Pskov, forțele sovietice au intrat sub focul a trei mitraliere grele germane, aflate în cazemate de beton, care blocau drumul spre sat. Două cazemate au fost distruse, dar încercările de capturare a celei de-a treia cazemate au dus la moartea mai multor militari sovietici. Matrosov s-a strecurat până acolo și a aruncat două grenade prin ambrazura cazematei. Mitraliera din interior și-a oprit temporar tragerea. Câteva minute mai târziu, când militarii sovietici s-au ridicat să atace, a fost reluat focul de mitralieră din cazemată. Potrivit versiunii oficial sovietice, în acest moment Matrosov s-a ridicat și a blocat cu corpul său ambrazura cazematei, permițând camarazilor săi să atace cu prețul propriei sale vieți. Acest act de eroism a permis unități sale să înainteze și să captureze cazemate și apoi să-și continue înaintarea către sat.
Pentru sacrificiul asumat în luptă, Matrosov a fost decorat post-mortem cu distincția Erou al Uniunii Sovietice și cu Ordinul Lenin.
Stalin a redenumit oficial regimentul său în Regimentul Matrosov.

### Cazuri similare
Potrivit Cotidianului Poporului, publicația oficială a Partidului Comunist Chinez, fapta eroică a lui Matrosov l-a inspirat pe Huang Jiguang, un celebru revoluționar martir chinez, să efectueze un gest similar în timpul Războiului din Coreea.

## În cultura populară
Matrosov este personajul principal al filmului de război Soldatul Aleksandr Matrosov (Рядовой Александр Матросов), realizat în 1947 de regizorul Leonid Lukov.

Monumentul lui Matrosov în Velikie Luki, Rusia.